# Grand Slam (golf)
Iemand die de Grand Slam in golf behaalt, heeft in één kalenderjaar alle majors bij de mannen of vrouwen gewonnen. Als hij of zij die majors in verschillende jaren wint, spreekt men over een Career Grand Slam.

## Mannen
De enige Grand Slam werd in 1930 behaald door Bobby Jones. Deze bestond toen uit het US Open, het Brits Open, het US Amateur en het Brits Amateur. Dit veranderde toen in 1934 de Masters werd opgericht.
De huidige Grand Slam bestaat uit:
- Masters (april)
- US Open (juni)
- Brits Open (juli)
- US PGA Kampioenschap (mei)

Niemand is er na Bobby Jones in geslaagd de Grand Slam te behalen. Ben Hogan won in 1953 de Masters, het US Open en het Brits Open, maar kon niet aan het US PGA meedoen omdat die in de week daarop gespeeld werden, en hij de reis niet zo snel kon maken. Alleen Tiger Woods heeft de vier toernooien achter elkaar gewonnen, maar die waren verspreid over twee kalenderjaren. Dit wordt wel de "Tiger Slam" genoemd.
Er wordt ook gesproken over een Career Grand Slam, waarbij bedoeld wordt dat een speler de vier majors in verschillende jaren heeft gewonnen. Dit werd gepresteerd door Gene Sarazen (1x), Ben Hogan (1x), Gary Player (1x), Jack Nicklaus (3x), Tiger Woods (3x) en Rory McIlroy(1x).

## Vrouwen
De Grand Slam bestaat nu uit:
- Kraft Nabisco Championship (eind maart, begin april)
- LPGA Championship (juni)
- US Women's Open (juni/juli)
- Women's British Open (juli/augustus)
- Evian Masters gold sinds 1994 reeds als major van de Ladies European Tour, en sinds 2013 ook van de LPGA Tour.

Geen enkele speelster heeft een Grand Slam behaald, maar zes speelsters hebben een Career Grand Slam op hun naam staan: Pat Bradley, Juli Inkster, Annika Sörenstam, Louise Suggs, Karrie Webb en Mickey Wright. Karrie Web won zelfs vijf verschillende majors, hetgeen een Super Grand Slam genoemd wordt. 
De Grand Slam wordt alleen door de LPGA erkend, de Amerikaanse toernooien tellen niet mee voor de Europese Tour.
Bij de mannen-Grand Slam worden steeds dezelfde toernooien meegeteld, bij het vrouwengolf is dat tussentijds veranderd:
| Toernooi                   | Majorjaren | Pat Bradley      | Juli Inkster | Annika Sörenstam | Louise Suggs           | Karrie Webb | Mickey Wright          |
| -------------------------- | ---------- | ---------------- | ------------ | ---------------- | ---------------------- | ----------- | ---------------------- |
| Kraft Nabisco Championship | 1983-heden | 1986             | 1984, 1989   | 2001, 2002, 2005 |                        | 2000, 2006  |                        |
| LPGA Championship          | 1955-heden | 1986             | 1999, 2000   | 2003, 2004, 2005 | 1957                   | 2001        | 1958, 1960, 1961, 1963 |
| US Women's Open            | 1950-heden | 1981             | 1999, 2002   | 1995, 1996, 2006 | 1949, 1952             | 2000, 2001  | 1958, 1959, 1961, 1964 |
| Canadian Women's Open      | 1979-2000  | 1980, 1985, 1986 | 1984         |                  |                        | 1999        |                        |
| Women's British Open       | 2001-heden |                  |              | 2003             |                        | 2002        |                        |
| Women's Western Open       | 1950-1967  |                  |              |                  | 1946, 1947, 1949, 1953 |             | 1962, 1963, 1966       |
| Titleholders Championship  | 1950-1972  |                  |              |                  | 1946, 1954, 1956, 1959 |             | 1961, 1962             |
| Totaal aantal majors       |            | 6                | 7            | 10               | 11                     | 7           | 13                     |

Mickey Wright is de enige speelster die tweemaal een Career Grand Slam behaalde.
Om hun Career Grand Slam te behalen, hebben enkele speelsters nog maar één overwinning nodig. Zo moet Yani Tseng nog het US Women's Open winnen en Inbee Park mist nog het Brits Open op haar lijstje.

## Senior Grand Slam
Toen de Champions Tour in 1980 werd opgericht, bestond het Senior PGA Championship al (sinds 1937) en werd de eerste editie gespeeld van het US Senior Open, dat pas sinds 2003 als major meetelt. In 1983 kwam daar het Senior Players Championship bij, in 1987 het US Senior Open en in 1989 The Tradition.
Tegenwoordig bestaat de Grand Slam uit de volgende toernooien:
- Senior Players Championship (eind mei)
- The Tradition (eind juni)
- Senior PGA Championship (begin juli: twee weken na The Tadition)
- US Senior Open (juli)
- The Senior Open Championship (eind juli, twee weken na het US Senior Open)

Gary Player en Arnold Palmer behaalden hun Career Senior Grand Slam toen die nog maar uit vier toernooien bestond, dus vóór de oprichting van The Tradition. Jack Nicklaus haalde zijn Career Senior Grand Slam in 1991, dus die bestond op dat ogenblik al wel uit vijf toernooien.